# 恩雅馬坦達區
19°16′S 34°13′E / 19.267°S 34.217°E
恩雅馬坦達區（葡萄牙語：Nhamatanda），是莫桑比克的行政區，位於該國中東部，由索法拉省負責管轄，首府設於恩雅馬坦達，面積3,987平方公里，2007年人口210,757，人口密度每平方公里53人。